# Lý Phổ
Lý Phổ (chữ Hán: 李普, bính âm: Li Pu, 824 - 16 tháng 7 năm 828) tức Điệu Hoài thái tử (悼怀太子), là hoàng tử dưới thời nhà Đường trong lịch sử Trung Quốc.
Lý Phổ là con trai trưởng của Đường Kính Tông Lý Đam, vua thứ 14 của nhà Đường, mẫu thân là Quách thị, giữ chức tài nhân trong cung. Ông chào đời vào năm 824 dưới thời vua cha Kính Tông. Sau khi sinh được Lý Phổ, Quách thị được tấn phong Nhất phẩm hậu cung Quý phi. Sau đó Lý Phổ được phong tước vị Tấn vương vào cùng năm.
Năm 827, Đường Kính Tông bị ám sát và chết, thúc phụ của Lý Phổ là Đường Văn Tông Lý Ngang lên ngôi vua. Văn Tông thấy Lý Phổ tỏ ra ngoan ngoãn và biết vâng lời thì tỏ ra rất ưa thích, nên muốn lập làm hoàng thái tử. Tuy nhiên Lý Phổ lại yểu mệnh, sớm qua đời vào năm 828. Văn Tông xót thương vô hạn, truy tặng cho cháu trai là Điệu Hoài thái tử và chôn cất với nghi lễ Đông cung Hoàng thái tử. Từ sau cái chết của Lý Phổ, Văn Tông vẫn chần chừ đến cuối năm 832 mới hạ lệnh lập con trai của mình là Lỗ vương Lý Vĩnh làm hoàng thái tử.